# Grelos
Le grelos est une pousse du brocoli-rave récoltée avant floraison, au goût rappelant les brocolis mais en plus âcre.
Très appréciés dans l'Europe du Sud, ils sont cuits à l'eau au Portugal et en Galice, où ils servent d'accompagnement idéal à la viande de porc (lacón con grelos). On les retrouve également, à l'eau ou poêlés, dans plusieurs régions du Centre et du Sud d'Italie, où les dénominations varient (cime di rapa, broccoletti, broccoli di rapa, friarielli, mazzareddri, rapini, etc.), ainsi que les parties de la plante utilisées. Outre qu'avec du porc (saucisses, foie, rôti), ils sont aussi utilisés pour assaisonner des pâtes (orecchiette alle cime di rapa).